# Lev Sedov
Lev Lvovich Sedov (em russo:  Лев Львович Седов, também conhecido como Leon Sedov, 1906, São Petersburgo - 16 de fevereiro de 1938, Paris) foi o filho do líder comunista russo Leon Trótski e sua segunda esposa Natália Sedova. Nasceu quando seu pai estava preso enfrentando prisão perpétua por ter liderado a primeira Revolução Russa de 1905.

## Vida
Viveu separado de seus pais, após a Revolução de Outubro, a fim de não ser visto como privilegiado. Casou-se em 1925 com a idade de 19 anos, e teve um filho, Lev, no ano seguinte. Entre 1935 e 1939, enquanto esteve em Paris, Sedov e sua parceira, Jeanne Martin, também acolheram e cuidaram de seu jovem sobrinho, Vsevolod Volkov, chamado de "Sieva" pela família (e que posteriormente, no México, recebeu o nome de Esteban Volkov), filho da falecida irmã de Sedov, Zina.
Em 1932 ajudou Trótski a criar um bloco de oposição a Stalin dentro da URSS, e esteve em contato com alguns de seus membros como Ivan Smirnov, através do velho bolchevique Holzmann, que ele chamou em suas cartas de "o informante". Sedov mostrou que estava muito mais interessado em usar uma política agressiva direta do que Trótski: “Antes de tudo, temos que derrotar a atual liderança e nos livrar de Stalin, nada a não ser sua liquidação pode nos trazer a vitória”. O bloco foi dissolvido no início de 1933, de acordo com Pierre Broué.
Sedov apoiou seu pai na luta contra Josef Stalin e tornou-se um líder do movimento trotskista por direito próprio. Acompanhou seus pais ao exílio em 1929, e depois mudou-se para Berlim em 1931. Pouco antes de Hitler chegar ao poder em 1933, Sedov conseguiu mudar para Paris, onde passou a trabalhar como operário parisiense e tornou-se um ativista importante no movimento trotskista. Foi frequentemente seguido por agentes soviéticos da NKVD.

## Morte

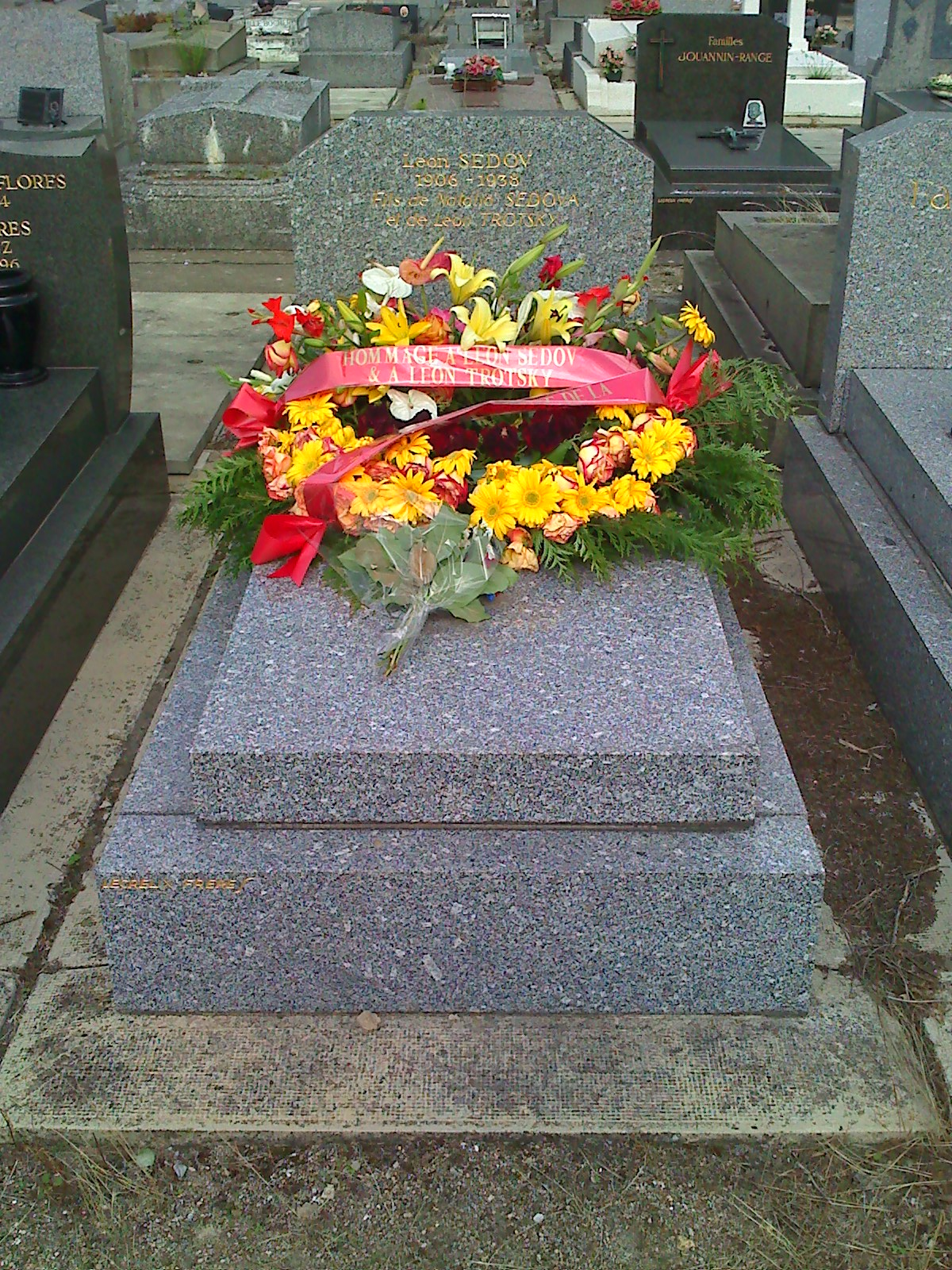
O túmulo de Lev "Léon" Sedov no Cimetière de Thiais

Depois de uma crise aguda de apendicite em fevereiro de 1938, Mark Zborowski, um agente da NKVD que havia se colocado como companheiro e amigo de Sedov, planejou levá-lo para uma clínica particular, ao invés de um hospital de Paris. Ao mesmo tempo, Zborowski notificou a NKVD que Sedov havia sido transportado sob um nome falso para a Clinique Mirabeau,  que era por si só operada por um russo branco com ligações à inteligência soviética, que realizou uma apendicectomia. As complicações ocorreram após a intervenção cirúrgica, mas Sedov aparentemente não recebeu nenhum tratamento adicional. Mais tarde, foi levado para um hospital de Paris, onde morreu. 
Alguns historiadores que analisaram o assunto acreditam que Sedov foi assassinado por agentes de Stalin que estavam em Paris, observando-o, ou durante a internação hospitalar ou envenenando-o para provocar sua condição. Em 1994, Pavel Sudoplatov, tenente-general da NKVD, que naquela época era encarregado de planejar assassinatos no exterior - incluindo o do pai de Sedov - afirmou em suas memórias, Tarefas Especiais, que os agentes soviéticos não desempenharam nenhum papel em sua morte. No entanto, em 1956, o próprio Zborowski testemunhou perante uma subcomissão do Senado dos Estados Unidos que havia contactado a NKVD para informar que Sedov havia entrado na clínica, e, em seguida, para confirmar a sua morte. 
O túmulo de Sedov está no Cimetière de Thiais, sul de Paris.

## Escritos
O principal trabalho político de Lev Sedov foi O Livro Vermelho nos Julgamentos de Moscou (1936). Num momento em que um amplo consenso aceita os veredictos dos Processos de Moscou, este livro os analisou com o objetivo de desacreditar-los. Foi a primeira exposição aprofundada dos frame-ups sobre o qual os processos foram baseados. O próprio Trotsky descreveu como um "presente inestimável ... a primeira resposta esmagadora para os falsários do Kremlin."